# 私は利休
『私は利休』（わたしはりきゅう、I'm Rikyu.）とは原作:早川光、漫画:連打一人による日本の青年漫画作品。監修は木村宗慎。

## 概要
『ジャンプ改』（集英社）にて2011年No.1から2013年11月号まで連載。キャッチフレーズは本格“茶の湯”コミック。作中では順序だててお茶を点てる描写があり、道具や茶道のルールも解説されている。千利休が憑依するなどファンタジー漫画の要素もあり、古美術品として茶道具を鑑定する場面も多々ある。

## あらすじ
平凡な日常に不満を抱きながら過ごすOL・雪吹なつめは、ある日イケメン茶人・山上宗刻と出会う。ひょんなことから宗刻の体験茶道教室に参加することになり、同僚の田中芳郎を強引に連れて行く。下心ムンムンだったなつめが次第に「茶の湯」に魅かれる中、宗刻は地味な芳郎に「何か」を感じ、後日2人を自宅の茶室に招待する。その後、素人の2人は「茶の湯」の世界に深く入り込んで行く。

## 登場人物

### 主要人物
田中 芳郎（たなか よしお）
本作の主人公。地味で目立たず、黒が好きなので、あだ名は「黒ピー」。視力は低いが、異常なほど正確な審美眼の持ち主。宗刻と会った後に勤めていたムラクモ出版社を退職し、骨董商まがいのことに専念する。「茶の湯」の素人にもかかわらず、時折、千利休の生まれ変わりのような言動をする。現住所に住民票がなく、戸籍謄本も無い。過去1年以外の記憶を喪失しているという自覚はあるが、生活に支障が無いため病院には相談していない。
雪吹 なつめ（ふぶき なつめ）
芳郎の先輩で、イケメンが大好きな零細のムラクモ出版に勤めている普通のOL。あるきっかけで非日常の刺激を求めて、茶道教室に通う。芳郎に対してはいつも強気。
山上 宗刻（やまのうえ そうこく）
茶道・山上流15代宗家。若手ナンバーワンの茶人で、そのルックスから若い女性の茶道ブームの中心人物としてマスコミにひっぱりだこのカリスマ。茶道歴は25年で、古い茶器にも詳しく、真贋鑑定を頼まれることもある。父親の急逝により宗家となった。自宅マンションの茶室名は「双庵（そうあん）」。芳郎となつめを初めて弟子に取った。連日の悪夢に悩まされたり、芳郎に憑依した千利休と会話したりするなど、不思議な体験が続いている。その利休からは先祖の「宗二」の名で呼ばれる。
織田 三郎（おだ さぶろう）
資産が数千億円ともいわれる「平成の魔王」。かつて自社が上場すると同時に全株売却して50億円もの現金を入手し、それを元手に強引な企業買収を繰り返して「ネットバブルの風雲児」と呼ばれた。古い茶道具だけを集め始め、美術館ごと買収する。年齢は若く、目は吊り目、髪を白く染めている。宗刻がテレビ番組で発言した「お茶事は本来楽しいもの」という言葉に共感し、息苦しい儀式となっている現代の「茶の湯」を否定する考えを持つ。「名物」と呼ばれる茶道具が使われることなく、コレクターの蔵で眠っていることを愚かに思い、全ての「名物」を蔵から解放しようと考えている。

### 方丈菴
財団法人「方丈菴（ほうじょうあん）」。山上流に関係する事務所。
御所丸 義弘（ごしょまる よしひろ）
専務の中年男性。宗刻の才能は茶道界を救うためだけに使うべきと考えている。宗刻の行動にいちいち文句をつける。髪型はオールバック。

### 偏壷堂
東京青山・骨董通りにあるギャラリー「偏壷堂（へんこどう）」。和風の建て構えで、茶碗などの美術品を取り扱っており、有名な茶道関係者が訪れる。
社長
ギャラリーの女社長。茶道具の鑑定を宗刻にまかせている。中年で体形は痩せ型、髪型はショートボブ。芳郎が割れた茶碗を修理したいと申し出た際に中次を紹介した。茶道具の「名物」を独占して相場をコントロールするのではと考え、三郎を嫌っている。
井戸 此世（いど このよ）
勤務している女性スタッフ。淡い色の髪をしており髪型は前髪を揃えたロングヘアー。宗刻の茶道教室に通っており、そこで芳郎らと出会う。高飛車でヒステリックな性格。後に芳郎らがギャラリーを訪れた際、高級な茶碗を見せびらかし、なつめが茶碗を割るきっかけを作った。

### 北阡家（きたせんけ）
作中の茶道の大手流派であり茶道界の巨大組織。
松永
北阡家執事長。白い長髪を後ろに流した老人。両目が上斜視。宗岩の話を信じて、山上流へ質問状を送る。宗岩の悪行も知っており派手な行動は慎むよう言い渡した。

#### 祥雲会（しょううんかい）
道具商に茶会を仕切らせ、帰りに即売会を行っており、価値に見合わない法外な値段を付けた茶道具を虚栄心を煽って金持ちに売っている。茶会の和菓子は安物で茶碗も質の低い贋作を本物と偽って出している。
桑柄 宗岩（くわえ そうがん）
祥雲会主宰。客の前では常に営業スマイルを作っているが、裏では豹変し、部下に当り散らしている。秋の茶会で芳郎と三郎に都合の悪い話をされ、松永に上申した。
立花（たちばな）
祥雲会に属する女性。中年で肥満体形、魚のような顔をしている。茶会で司会者から「正客」になるよう頼まれたが、恥を怖れて芳郎に強引に押し付けた。「先生」と呼ばれている。

### その他の人物
勾田 層雲（まがた そううん）
宗刻に稽古場として茶室「勾玉庵（こうぎょくあん）」を貸しているオーナー。自慢するほどの茶道具のコレクターだが、見る目は無く偽物ばかり所有している。
黒柿 中次（くろがき ちゅうじ）
茶碗の修理をしている塗師の老人。
藤田 青磁（ふじた -）
宗刻の幼馴染で友人の男性。珠徳（しゅとく）大学医学部附属病院に勤務する脳神経外科医。眼鏡をかけている。
有田（ありた）
現川探偵事務所の電話番をしている男性。宗刻の依頼で芳郎を調査し、報告した。
古田 重成（ふるた しげなり）
デザインオフィスenArts代表。古田左介の生まれ変わり。右近からは古織（ふるおり）と呼ばれている。
高山 右近（たかやま うこん）
金沢にある教会で神父をしている。南蛮寺を新たに作っている。高山右近の生まれ変わり。重成からはジュストと呼ばれている。

## 用語解説
山上流（やまのうえりゅう）
安土桃山時代の茶人・山上宗二を祖とした流派。業界内では弱小の団体とされている。

## 舞台
本作品は、東京都を舞台としており、青山骨董通り、目黒駅などが登場している。また、京都府の大徳寺、古門前通り、妙喜庵なども登場する。

## 単行本
- 原作:早川光・作画連打一人 『私は利休』 集英社 〈ヤングジャンプコミックスχ〉、全4巻[2]
  1. 2012年4月15日発売 ISBN 978-4-08-879307-8
  2. 2012年9月15日発売 ISBN 978-4-08-879426-6
  3. 2013年3月13日発売 ISBN 978-4-08-879544-7
  4. 2013年12月10日発売 ISBN 978-4-08-879692-5

## その他
- 雪吹なつめの名前の由来はそれぞれ茶道具の棗、雪吹。[3][4]